# 戦略村

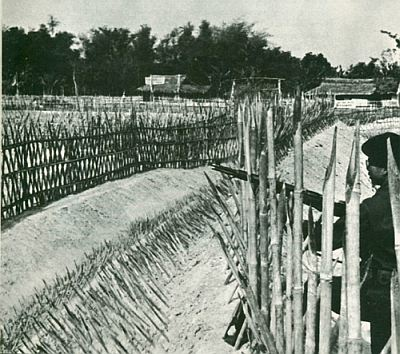
戦略村（1964年）

戦略村（せんりゃくむら、ベトナム語: Ấp Chiến lược、英語: Strategic Hamlet）は、ベトナム戦争中に対ゲリラ作戦の一環として行われた住民の強制移転において、その移転先となった人工的な村落を指す。農村部へのゲリラの浸透を防ぎ、孤立させてその平定を容易にするため、ベトナム共和国（南ベトナム）とアメリカ合衆国の両政府が採用した。

## 概要
1962年、農村部住民への南ベトナム解放民族戦線（ベトコン）の接触と感化を遮断するため、南ベトナム政府は米国の指導と財政支援の下、戦略村計画 (Strategic Hamlet Program, SHP) を開始した。この計画はその先駆けとなった農村開発計画 (Rural Community Development Program) と同じく、農村部に新しく「保護村」を作り、そこに移住した農民に対して保護と助成を与えることで、農民と政府との結びつきを強め、忠誠心を獲得することを狙ったものであり、両計画は1950年代後半から1960年代前半の南ベトナム社会に非常に大きな影響を与えた。
しかし、結局のところ戦略村計画は失敗に帰した。この計画は農民たちにむしろ反感を抱かせ、ベトコンの側へ奔らせることになった。1963年11月、南ベトナムのゴ・ディン・ジエム大統領がクーデターで打倒されると計画も中止に追い込まれ、農民たちは元の住処へ戻るか、あるいは戦火を避けて都市部へ流出していった。戦略村計画を含め、対ゲリラ作戦や宣撫作戦がことごとく失敗に終わったことは、米国に空爆と地上兵力の投入による戦争への直接介入という道を選ばせる契機となった。